# Сексуальні злочинці
«Сексуальні злочинці» (англ. Sexual Outlaws) — американський художній фільм 1994 року , еротичний трилер, знятий режисером Едвіном Брауном. Прем'єра фільму відбулася 29 червня 1994 року в США.

## Сюжет
Джон і Ліза Бауери — чоловік і дружина, які разом володіють еротичним журналом під назвою «Сексуальні злочинці», і працюють там редакторами. У шлюбі подружжя відчувають певні проблеми сексуального плану — дружина не отримує потрібного їй сексуального задоволення.
Одного разу Лізі Бауер приходить лист від якогось Френсіса Бедхема. Френсіс Бедхем виявляється німим фотографом, раніше він був злочинцем — пограбував банк і отримав за це тюремний термін. Зараз Френсіс займається еротичною фотографією — він платить гроші повіям і фотографує їх оголеними. Ці фотографії Френсіс і присилає Лізі разом з пропозицією співпрацювати.
Ліза охоче погоджується — вона сподівається освіжити свої сексуальні відносини. Але все складається не зовсім вдало. Одну з повій, що працюють з Френсісом вбивають, і основним підозрюваним стає сам невдалий фотограф.
Ліза ж тепер повинна допомогти йому і переконати поліцейських в невинності Френсіса. Крім того Лізу використовують як приманку для справжнього злочинця, а нагородою для неї все-таки стають любовні та сексуальні стосунки з фотографом Френсісом.

## В ролях
- Еріка Вест (Елізабет Сендіфер) — Ліза Бауер, журналістка
- Мітч Гейлорд — Френсіс Бедхем, колишній злочинець, а нині фотограф
- Кім Доусон — Дженні
- Ніколь Грей — Ріта
- Майк Мак Калоу — Джон Бауер, чоловік Лізи
- Майкл Стентон — Хім
- Білл Вільямс — Роджерс
- Ерік Конер — Вальдес
- Джордж Сент-Томас — Слейд
- Дженніфер Піс — Бетті
- Дон Фішер — Франк
- Монік Парент — Анні
- Джонатан Бекер — Зекка
- Шауна Йягер — Гаррієт
- Джонатан Петерс — Гріффіт

## Цікаві факти
- Актор Мітч Гейлорд, що виконує тут роль фотографа, більше відомий як американський гімнаст, переможець Олімпійських ігор.
- Продюсер Григорій Дарк відомий також і під іншими іменами Грегорі Іполіт і Олександр Грегорі Іполіт.

## Інші назви
- Silent Outlaw
- Paholaisen paripeli